# Serguei Prado
Serguei Prado Sañudo (Santa Clara, 10 agosto 1974) è un ex calciatore cubano, di ruolo attaccante.

## Carriera

### Club
Prado giocò per il Villa Clara, prima di passare ai norvegesi del Flekkerøy. Al termine di questo prestito, tornò al Villa Clara.

### Nazionale
Giocò per la Nazionale cubana.